# L'Orontea
L'Orontea és una òpera d'Antonio Cesti sobre un llibret de Giovanni Filippo Apolloni, basat en un altre de Giacinto Andrea Cicognini, estrenada a Innsbruck el 19 de febrer de 1656.
Orontea va ser una de les òperes italianes més populars del segle XVII. Inclou àries conegudes per a soprano com "Intorno all'idol mio", "Addio Corindo" i "Il mio ben dice ch'io speri". Va ser una obra molt popular a Itàlia on es representà pràcticament sense interrupcions fins al 1683. Va ser recuperada més de 17 vegades abans del 1700, incloent-hi representacions a Gènova, Roma, Florència, Torí, Milà, Bolonya, Venècia, Palerm, Nàpols, Hannover, coincidint amb l'època en què l'òpera italiana es començava a difondre arreu d'Europa. Gairebé tota la partitura es va perdre, i l'òpera va quedar oblidada. Es van descobrir diversos manuscrits durant la dècada de 1950. Les representacions modernes van començar el 1961 a la Piccola Scala de Milà amb Teresa Berganza i Carlo Cava, dirigits per Bruno Bartoletti. René Jacobs va dirigir una producció el 1982 a Innsbruck, i Ivor Bolton el 2015 a l'Oper Frankfurt. L'obra es va interpretar per primera vegada a Austràlia amb Pinchgut Opera el 2022. Una nova posada en escena ha estat inclosa en la temporada 2023/2024 del Teatro alla Scala de Milà, dirigida per Giovanni Antonini, amb direcció escènica de Robert Carsen i Stéphanie d'Oustrac en el paper principal.
Se situa a mig camí entre l'òpera de cort i l'òpera lírica, intentant fins i tot fer-ne una síntesi. No s'hi troben commemoracions històriques, ni finalitats al·legòriques sinó simplement una diversió on l'amor s'encén i s'apaga en un instant, quan el menyspreu succeeix a l'adoració. En aquest joc de l'amor i de l'atzar, tots els personatges cremen en el mateix foc, sense poder-se resistir, proclamant tots, per torns, que l'amor ignora la llei.